# Джефф Мерклі
Джеффрі Алан «Джефф» Мерклі (англ. Jeffrey Alan «Jeff» Merkley; нар. 24 жовтня 1956, Міртл-Крік, Орегон) — американський політик-демократ, з січня 2009 року Мерклі представляє штат Орегон у Сенаті США.
У 1979 році він здобув ступінь бакалавра з міжнародних відносин у Стенфордському університеті, а у 1982 — ступінь магістра у Школі Вудро Вільсона Принстонського університету. Після завершення навчання Мерклі був аналітиком з питань технологій та безпеки у канцелярії Міністерства оборони, після чого працював у сфері розвитку соціального житла у Портленді, штат Орегон.
У січні 1999 року Мерклі став членом Палати представників Орегон, з січня 2007 по січень 2009 року — спікер Палати.
Одружений, має двох дітей.

## Позиція щодо Північного потоку-2 та допомоги Україні
У січні 2022 проголосував проти проєкту санкцій для газогону «Північний потік-2» як засобу запобігання російському вторгненню в Україну.
В 2024-му році проголосував проти законопроекту про виділення допомоги воюючій за виживання Україні.